# Supercoupe d'Italie de football 2006
Navigation
Supercoupe d'Italie 2005 Supercoupe d'Italie 2007
La Supercoupe d'Italie 2006 (italien : Supercoppa italiana 2006) est la dix-neuvième édition de la Supercoupe d'Italie, épreuve qui oppose le champion d'Italie au vainqueur de la Coupe d'Italie. Disputée le 26 août 2006 au stade Giuseppe-Meazza à Milan, la rencontre est remportée par l'Inter de Milan aux dépens de la Roma sur le score de 4-3.

## Feuille de match
| 26 août 2006 | Inter de Milan                         | 4-3   | AS Rome                        | Stade Giuseppe-Meazza, Milan     |                                  |
|              | Vieira 44e 74e · Crespo 65e · Figo 94e | (0-3) | 13e Mancini · 25e 34e Aquilani | Arbitrage : Massimiliano Saccani | Arbitrage : Massimiliano Saccani |

| Inter de Milan | AS Rome |

| Gardien de but  | 1  | Francesco Toldo    |     |      |
| D               | 4  | Javier Zanetti     |     |      |
| D               | 23 | Marco Materazzi    |     |      |
| D               | 25 | Walter Samuel      |     |      |
| D               | 11 | Fabio Grosso       |     | 54e  |
| M               | 7  | Luís Figo          |     |      |
| M               | 14 | Patrick Vieira     | 30e |      |
| M               | 19 | Esteban Cambiasso  | 14e |      |
| M               | 5  | Dejan Stanković    |     | 106e |
| A               | 10 | Adriano            |     | 61e  |
| A               | 8  | Zlatan Ibrahimović |     |      |
| Remplaçants :   |    |                    |     |      |
| Gardien de but  | 12 | Júlio César        |     |      |
| D               | 13 | Maicon             | 80e | 54e  |
| D               | 77 | Marco Andreolli    |     |      |
| M               | 15 | Olivier Dacourt    |     | 106e |
| M               | 21 | Santiago Solari    |     |      |
| A               | 9  | Julio Cruz         |     |      |
| A               | 18 | Hernán Crespo      |     | 61e  |
| Entraîneur :    |    |                    |     |      |
| Roberto Mancini |    |                    |     |      |

| Gardien de but    | 32 | Doni              |      |     |
| D                 | 2  | Christian Panucci |      |     |
| D                 | 5  | Philippe Mexès    |      |     |
| D                 | 13 | Cristian Chivu    | 100e |     |
| D                 | 25 | Leandro Cufré     |      |     |
| M                 | 16 | Daniele De Rossi  |      |     |
| M                 | 8  | Alberto Aquilani  |      | 81e |
| M                 | 11 | Rodrigo Taddei    | 44e  | 66e |
| M                 | 20 | Simone Perrotta   |      |     |
| M                 | 30 | Mancini           |      |     |
| A                 | 10 | Francesco Totti   |      | 72e |
| Remplaçants :     |    |                   |      |     |
| Gardien de but    | 1  | Gianluca Curci    |      |     |
| D                 | 21 | Matteo Ferrari    |      |     |
| D                 | 22 | Max Tonetto       |      | 81e |
| D                 | 77 | Marco Cassetti    | 70e  | 66e |
| M                 | 14 | Ricardo Faty      |      |     |
| A                 | 9  | Vincenzo Montella |      |     |
| A                 | 15 | Mido              | 119e | 72e |
| Entraîneur :      |    |                   |      |     |
| Luciano Spalletti |    |                   |      |     |